# Čert na koze jel (film)
Čert na koze jel je televizní film České televize, jedná se záznam koncertu skupiny Kabát, která 24. března 1998 vystoupila v brněnské hale Rondo v rámci turné Čert na koze jel Tour 98´.

## Seznam písní
1. Jací jsou diváci skupiny Kabát?
2. "Blues folsomské věznice"
3. "Raketovej pes"
4. "Tarantule v trenkách"
5. "Stvořenej pro Acapulco"
6. "Wonder"
7. Platí Kabát = sex, chlast a muzika?
8. "Satan Klaus"
9. "Čejeni"
10. "Tak teda pojď"
11. "Starej bar"
12. "Čert na koze jel"
13. Jakou muziku hraje Kabát?
14. "Žízeň"
15. "Moderní děvče"
16. Přežije Kabát rok 2000?
17. "Všechno bude jako dřív"

## Sestava
Kabát
- Josef Vojtek – zpěv, harmonika, kytara
- Milan Špalek – baskytara, doprovodný zpěv
- Ota Váňa – kytara, doprovodný zpěv
- Tomáš Krulich – kytara, doprovodný zpěv
- Radek Hurčík – bicí, doprovodný zpěv